# Skverslingen
Skverslingen ou Sverslingen est une île norvégienne du comté de Hordaland appartenant administrativement à Austevoll.

## Description
Rocheuse et couverte d'une légère végétation, à fleur d'eau, elle s'étend sur environ 148 m de longueur pour une largeur approximative de 91 m. 